# 奈良県立医科大学看護短期大学部
奈良県立医科大学看護短期大学部（ならけんりついかだいがくかんごたんきだいがくぶ、英語: Nara Medical University College of Nursing）は、奈良県橿原市四条町840に本部を置いていた日本の公立大学である。1996年に設置され、2007年に廃止された。大学の略称は看短。

## 概要

### 大学全体
- 奈良県橿原市に所在した日本の公立短期大学で、設置主体は奈良県 。
- 奈良県立医科大学医学部に併設される形で、学科数1、入学定員80名体制で1996年に開学[1]。
- 1999年に専攻科を置き、1学科専攻科1専攻体制となる。
- 2003年度の入学生を最後に[注釈 1]、2007年に短期大学としての使命を終える[3]。

### 教育および研究
- 奈良県立医科大学看護短期大学部は学名通り看護教育に特化した教育が行われており、附属病院での臨床実習も取りいれられていた。

### 学風および特色
- 奈良県立医科大学看護短期大学部は医学部に併設されていた関係上、附属図書館をはじめとした大学附属の諸機関を共同使用していた[4]。

## 沿革
- 1947年 奈良県立医科大学 (旧制)附属女子厚生部を設置。
- 1953年 附属准看護学校を設置。
- 1955年 附属高等看護学校を設置。
- 1977年 附属看護専門学校に改組。専修学校に移行。
- 1994年 奈良県立医科大学看護短期大学部設立準備室が成立する[5]
- 1995年
  - 12月22日 左記を以て文部省[注 2]より短期大学の設置が認可される[6]。
- 1996年 旧来の専門学校を発展改組して奈良県立医科大学看護短期大学部が以下の学科体制にて開学する[6]。
  - 看護学科 入学定員80名
  - 5月1日 学生数[7]/定員
    - 看護学科 77[注 3]/80
- 1999年
  - 4月1日 専攻科に助産学専攻[注 4]を設置[9]。
  - 5月1日 学生数[10]/定員
    - 看護学科 241[注 5]/240
- 2003年
  - 4月1日 この年度で最後の学生募集となる[注釈 1]。
- 2007年
  - 3月30日 左記を以て正式に廃止となる[3]。

## 基礎データ

### 所在地
- 奈良県橿原市四条町840

### 象徴[11]
- 奈良県立医科大学看護短期大学部のカレッジマークは「NARA」の「N」を基本デザインとして、「人」という字を交差させたものとなっていた。これは、人同士が支えあっていることを意味する。
- スクールカラーは空色で、「明るさ」・「爽やかさ」・「清潔さ」をイメージしたものとなっていた。

## 教育および研究

### 組織

#### 学科
- 看護学科 入学定員80名[注 6]

#### 専攻科
- 助産学専攻 入学定員15名[注 7]

#### 別科
- なし

#### 取得資格について
受験資格
- 看護師：看護学科
- 助産師：専攻科助産学専攻

### 研究
- 『奈良県立医科大学看護短期大学部紀要』[14]

## 学生生活

### 部活動・クラブ活動・サークル活動
- 奈良県立医科大学看護短期大学部の学生は、医学部のクラブ活動に所属しているケースが多かったようである。短大独自のクラブもあった[15]。

### 学園祭
- 奈良県立医科大学看護短期大学部の学園祭は、医学部の学生と混合で行われ概ね11月に行われていた。

## 大学関係者と組織

### 大学関係者一覧
歴代学長
- 辻井正

## 施設

### キャンパス
- 設備：短大独自の校舎が体育館の西隣に設置されていた。鉄筋コンクリート5階建てとなっていた[4]。

### 学生食堂
- 奈良県立医科大学看護短期大学部には、短大独自の学生食堂（学食）がなく医学部のものを使用していた[4]。

## 対外関係

### 系列校
- 奈良県立医科大学

## 卒業後の進路について

### 就職について
- 奈良県立医科大学附属病院ほか大手の病院への就職者が多かったものとなっている。

### 編入学･進学実績
- 奈良県立医科大学看護短期大学部専攻科ほか